# Ochsensitz

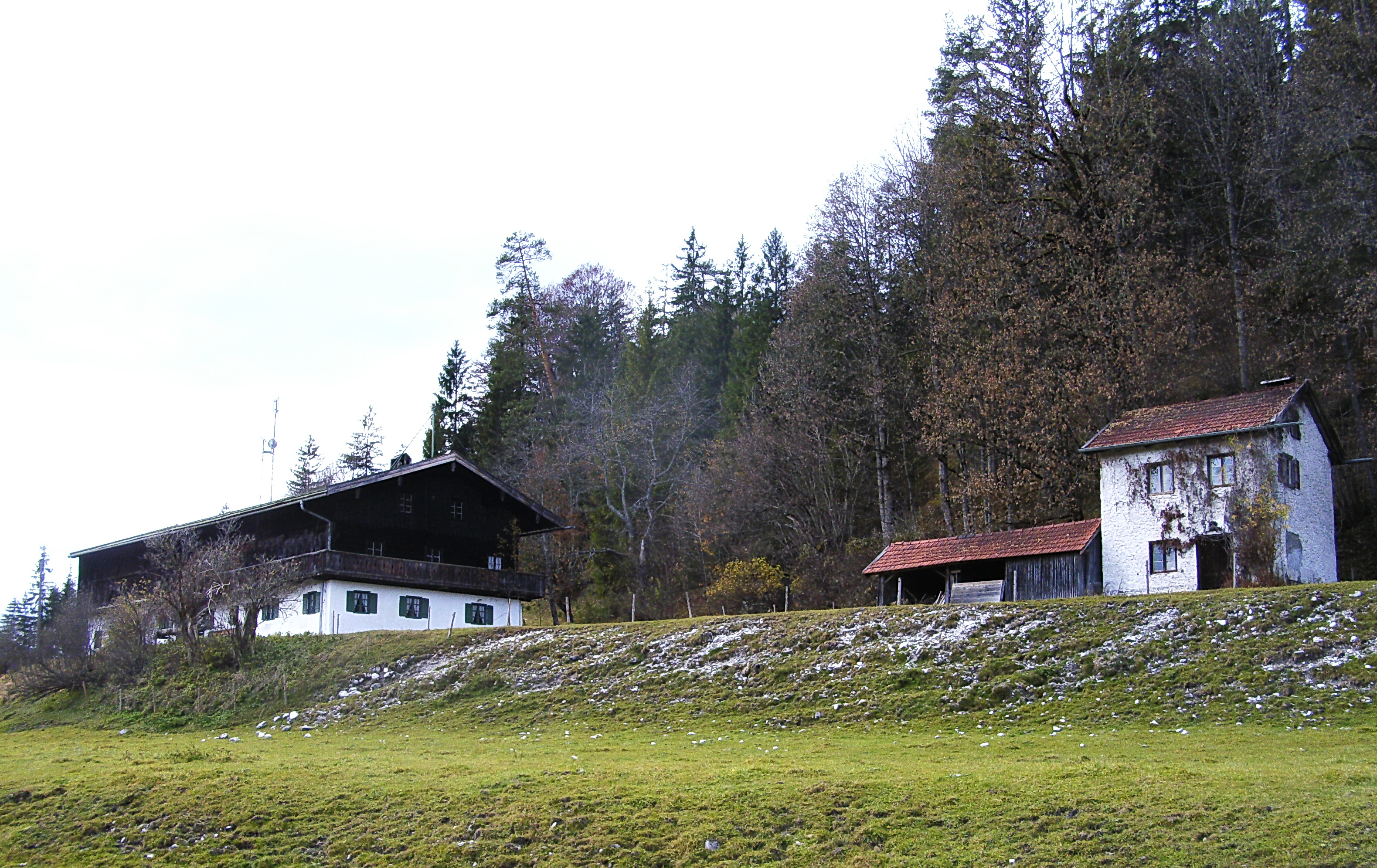
Der Einödhof Ochsensitz im Isartal in der Nähe von Vorderriss

Der Ochsensitz, ein 800 m südwestlich von Vorderriß und der Einmündung des Rißbaches in die Isar auf 818 m ü. NN gelegener Einödhof, ist einer der 27 Ortsteile der Gemeinde Jachenau. Der Hof hat mit der Nr. 60 die höchste der ursprünglichen Hausnummern der Jachenau.
600 m westlich des Ochsensitz unterquert der Rißbachstollen als Zuleitung für das Kraftwerk Niedernach mit einem Düker die Isar.

## Geschichte
Der Hof geht auf eine Neugründung um 1619 zurück. 1639 wurden dessen Bewohner vom Kloster Benediktbeuern – dem Grundherrn dieser Region – beauftragt, „auf des Klosters Gehölz und Jagd fleißig obacht zu geben“. Durch Holzzuweisung vom Kloster ist der Ochsensitz im Laufe der Zeit zu einem stattlichen Besitz angewachsen. Als 1/8 Gütl war er die größte Sölde der Jachenau. Nach einer Wilderei der Besitzer im Winter 1899/1900 übernahm das königlich bayerische Forstärar den Hof.
Heute haben die Bayerischen Staatsforsten das Anwesen verpachtet.
Der bayerische Schriftsteller Ludwig Thoma (1867–1921) erwähnt den Ochsensitz in seiner Wilderergeschichte „Die Halsenbuben“.